# Xã Netawaka, Quận Jackson, Kansas
Xã Netawaka (tiếng Anh: Netawaka Township) là một xã thuộc quận Jackson, tiểu bang Kansas, Hoa Kỳ. Năm 2010, dân số của xã này là 330 người.